# فرناندا مارلو
فرناندا مارلو (بالإنجليزية: Fernanda Marlowe)‏ هي ممثلة بريطانية، ولدت في 1942.

## وصلات خارجية
- فرناندا مارلو على موقع IMDb (الإنجليزية)
- فرناندا مارلو على موقع كينوبويسك (الروسية)